# Ромашенко, Наталья Викторовна
Ната́лья Ви́кторовна Ромашенко (род. 24 июля 1955, Холмск, РСФСР, СССР) — советская и российская актриса театра и кино, озвучивания и дубляжа. Заслуженная артистка России (2005).

## Биография
Наталья Ромашенко родилась 24 июля 1955 года в городе Холмск.
Отец — Виктор Иванович Ромашенко, который прошёл всю войну.
После окончания школы отправилась на биржу труда в ЦДРИ наниматься в актрисы. Ей предложили работу в Рыбинском драматическом театре. Не имея тогда ещё актёрского образования, за год работы в профессиональном театре сыграла 15 ролей.
В 1978 году окончила Государственное музыкальное училище им. Гнесиных, экспериментальный курс, которым руководил Леонид Хаит.
По словам самой Ромашенко, её однокурсниками были Наталья Андреева, Леонид Заслонко, Валерий Гаркалин.
В 1985 году сыграла свою первую дебютную роль в фильме «Тайга».
С 1986 года — актриса Московского Театра Кукол. Когда в театре сменилось руководство, Наталья приняла решение уйти. Вернулась через два года по приглашению Бориса Голдовского.
Кроме работы в театре, читает сказки на «Детском радио», записывает диски со сказками. Уже 20 лет ведёт школьный театральный кружок, участвует в составе жюри детских конкурсов.

## Театральные работы
Московский театр кукол
- «Зайка и его друзья» — Зайка
- «Золотой ключик, или Приключения Буратино» — Буратино
- «Знаменитый Мойдодыр» — Мим Клякс
- «Все мыши любят сыр» — Серена
- «Царевна-лягушка» — Царица
- «Колобок» — Поиграйка Тяпа, Колобок
- «Мальчик-c-пальчик» — Фрау Гретхен
- «Клочки по заулочкам» — Заяц
- «Маша и Медведь» — Хор
- «Теремок» — Мальчик, Лягушка, Пчела
- «Чиполлино» — Чиполлино

## Фильмография
- 2022 — «А»
- 2021 — «Одна» — Начальница узла связи
- 2020 — «До самого солнца» — Мама Андрея
- 2019 — «Эдуард Суровый. Слёзы Брайтона»
- 2017 — «Наживка для ангела»
- 2016 — «Осиное гнездо» — Мать Боярцева
- 2014 — «Пробка»
- 2014 — «Красивая жизнь»
- 2013 — «Человеческий фактор» — Портье на турбазе
- 2013 — «Васильки» — Тётя Поля
- 2013 — «Простая жизнь» — Воспитательница
- 2013 — «Королева бандитов»
- 2013 — «Исцеление»
- 2011 — «Секта»
- 2011 — «Ключи от счастья 2»
- 2011—2016 — «Восьмидесятые»
- 2011 — «Прощание славянки» — Тётя Соня
- 2009 — «М+Ж»
- 2008 — «Невеста на заказ» — Медсестра Тамара
- 2008 — «Невеста на заказ»
- 2007 — «Взрослая жизнь девчонки Полины Субботиной»
- 2007—2011 — «Час Волкова» — Врач (2 сезон)
- 2007 — «Завещание Ленина»
- 2002 — «Тайга. Курс выживания» — Таисия (в титрах не указана)
- 2001 — «Тайный знак» — Учитель русского языка
- 1990 — «Сукины дети»
- 1988 — «Мы и наши лошади» — Верочка Баклаева
- 1985 — «Тайга» — Таисия, жена Ивана

## Озвучивание
- 2015—2016 — «10 друзей Кролика» — Бизон
- 2012—2017 — «Паровозик Тишка (новые приключения)» — Сапсанчик, Цветастик, Тишка и Элька (небольшие реплики в серии «Волшебное дерево»)
- 2007 — «Говорим без ошибок» («Бибигон»)[2]
- 2006 — «Большой полёт»
- 2005 — «Паповоз»
- 1994 — «Семь дней с Морси» — другой брат-чиж (все серии)
- 1991 — «Мотылёк»
- 1990 — «Бочка»
- 1990 — «Дверь в стене»
- 1990 — «Ослик»
- 1990 — «Земляничный дождик»
- 1989 — «Упущенная галактика» — инопланетянин
- 1989 — «Сестрички-привычки» — сестричка Канителька
- 1987 — «Белая цапля»

## Дубляж
- 2009 — «Большая игра»
- 2007 — «Золушка 3: Злые чары»
- 1997 — «Пятый элемент» — Помощник по приготовлению бургеров
- 1996—1998 — «Детёныши джунглей» — Багира
- 1991—1992 — «Чёрный плащ»
- 1989 — «Трудные времена на планете Земля» — Ванесса Тиллман
- 1986 — «Срочно требуются дети» — Беа
- 1973 — «Робин Гуд» (дубляж «Пифагор» 1999 год)
- 1950 — «Золушка» — Дризелла Тремейн (дубляж «Пифагор» 2006 год)
- 1941 — «Дамбо» (дубляж «Пифагор» 2005 год)

## Критика
Журналистка Наталья Козлова на страницах выпуска газеты «Новое русское слово» от 22 декабря 1989 года в большой критической статье, посвящённой гастролям в Нью-Йорке Московского театра кукол со спектаклем «Каштанка», отдельно отметила реакцию трёхлетнего зрителя, разочарованного краткостью обнимания с поющей куклой Тимошей под управлением Натальи Ромашенко. Кроме того, Козлова заметила, что талантливым актрисам Наталии Ромашенко и Наталии Андреевой было трудно преодолеть заштампованность песен, написанных Глузом. Она же в своей книге 2005 года «О…», разъяснила, что под заштампованностью следовало понимать появлявшиеся как в тексте, так и в синкопах некоторых исполняемых Ромашенко и Андреевой музыкальных монологов, черты навязывавшейся советскому детскому театру сверху дидактичности, желания объяснить и разжевать то, что и так понятно. Поэтому, несмотря на талант Андреевой и Ромашовой, характерные для американского музыкального театра простота и лёгкость разговора на языке музыки ушли в спектакле московского театра на дальний план.